# DBV-Winterthur Holding
DBV-Winterthur Holding AG, ein in Deutschland verbreitetes Versicherungsunternehmen, war eine Tochtergesellschaft der Schweizer Winterthur Group, Winterthur, mit Firmensitz in Wiesbaden und zuletzt 4370 Mitarbeitern.
Mit Ende 2006 wechselte der Geschäftsbetrieb der DBV-Winterthur zum neuen Eigentümer Axa, der ursprüngliche Unternehmensname blieb zunächst bestehen. Zum 1. Januar 2008 wurden die Mitarbeiter der DBV-Winterthur im Wege von Betriebsübergängen zu Mitarbeitern der AXA-Gesellschaften (laut einem Bericht der DBV-Winterthur, Stand: Mai 2008). 

## Geschichte

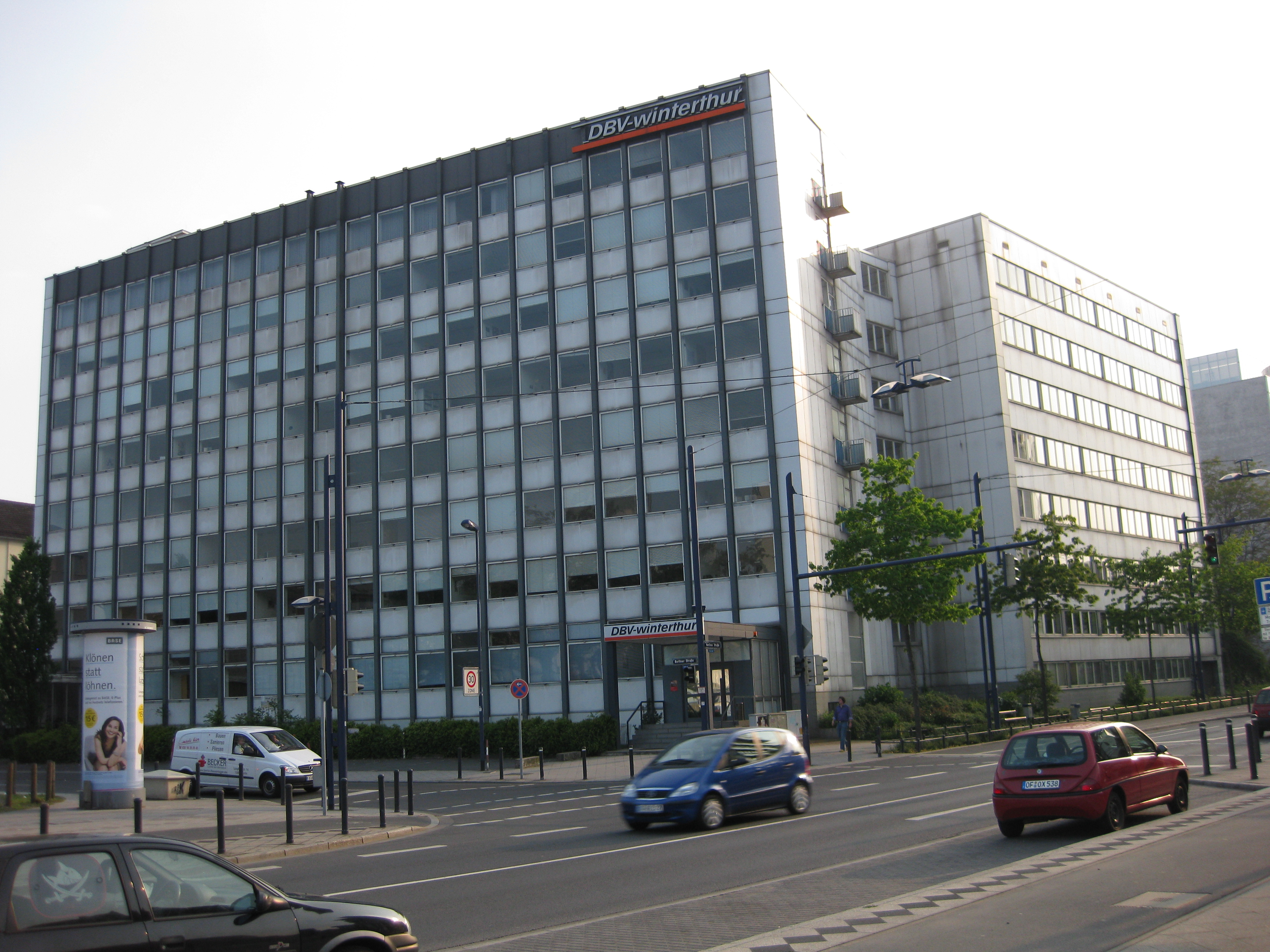
Gebäude in Offenbach (2009)

1929 fusionierte die Lebensversicherungsanstalt für die Armee und Marine mit der Preußischen Rentenversicherungsanstalt und der Kaiser-Wilhelms-Spende zur „Deutsche Beamten-Versicherung öffentliche Lebens- und Renten-Versicherungsanstalt“ DBV. 1990 kam es zur Gründung der Holding und 1996 zur Fusion mit der Winterthur-Versicherung in München und Umfirmierung in DBV-Winterthur Holding AG.
Das Beitragsaufkommen lag zu 55 Prozent in der Lebens-, zu 27 Prozent in der Kranken- und zu 18 Prozent in der Schadenversicherung. Unternehmenssitz der DBV-Winterthur war Wiesbaden, ein Direktionsbetrieb bestand in München, Servicezentren gab es außerdem in Hamburg, Offenbach am Main und Köln. Das Unternehmen bot Versicherungsprodukte in den Sparten Lebens-, Kranken- und Schadenversicherung an, darüber hinaus auch Finanzierungen sowie Geldanlagen.
Die DBV-Winterthur Holding Aktiengesellschaft wurde am 27. August 2009 in DBV Holding Aktiengesellschaft umfirmiert und am 9. September 2010 auf die WinCom Versicherungs-Holding Aktiengesellschaft in Köln verschmolzen und existiert damit nicht mehr. Neben der Holding gab es noch die DBV Beamtenversicherung AG, welche das Versicherungsgeschäft betrieb. Diese wurde am 17. August 2016 auf die AXA Versicherung Aktiengesellschaft in Köln verschmolzen und existiert damit auch nicht mehr.